# 버진 애틀랜틱의 운항 노선
버진 애틀랜틱은 다음과 같은 노선을 운항하고 있다.

## 운항 노선

### 아시아

#### 동아시아
- 대한민국
  - 서울 - 인천국제공항 - (2026년 3월 29일 신규취항)[2]

#### 남아시아
- 몰디브
  - 말레 - 벨라나 국제공항 계절편
- 인도
  - 델리 - 인디라 간디 국제공항
  - 뭄바이 - 차트라파티 시바지 국제공항
  - 벵갈루루 - 켐페고우다 국제공항

#### 서남아시아
- 사우디아라비아
  - 리야드 - 킹 칼리드 국제공항
- 아랍에미리트
  - 두바이 - 두바이 국제공항 계절편
- 이스라엘
  - 텔아비브 - 벤구리온 국제공항

### 아프리카

#### 서아프리카
- 가나
  - 아크라 - 코토카 국제공항
- 나이지리아
  - 라고스 - 무르탈라 모하메드 국제공항

#### 남아프리카
- 남아프리카 공화국
  - 케이프타운 - 케이프타운 국제공항 계절편
  - 요하네스버그 - OR 탐보 국제공항

### 유럽

#### 서유럽
- 영국
  - 런던 - 런던 히드로 국제공항 허브
  - 멘체스터 - 멘체스터 공항 허브
  - 에든버러 - 에든버러 공항 계절편

### 아메리카

#### 북아메리카
- 미국
  - 워싱턴 D.C. - 워싱턴 덜레스 국제공항
  - 뉴욕 - 존 F. 케네디 국제공항
  - 라스베이거스 - 매캐런 국제공항
  - 로스앤젤레스 - 로스앤젤레스 국제공항
  - 마이애미 - 마이애미 국제공항
  - 보스턴 - 보스턴 로건 국제공항
  - 샌프란시스코 - 샌프란시스코 국제공항
  - 시애틀 - 시애틀 타코마 국제공항
  - 애틀랜타 - 하츠필드 잭슨 애틀랜타 국제공항
  - 올랜도 - 올랜도 국제공항
- 캐나다
  - 토론토 - 토론토 피어슨 국제공항[3]
- 멕시코
  - 캉쿤 - 캉쿤 국제공항[4]

#### 카리브해
- 그레나다
  - 세인트조지스 - 마우라이스 비스톱 국제공항
- 바베이도스
  - 브리지타운 - 그레이트 레이 애덤스 국제공항
- 세인트루시아
  - 비유포트 - 히와노리아 국제공항
- 앤티가 바부다
  - 앤티가바부다 - VC 버드 국제공항
- 자메이카
  - 몬테고 베이 - 생스터 국제공항
- 쿠바
  - 아바나 - 호세 마르티 국제공항
  - 바라데로 - 후안 괄베르토 고메스 공항
- 트리니다드 토바고
  - 토바고 - 아서 나폴레옹 레이몬드 로빈슨 국제공항 계절편[5]

## 과거 취항지

### 아시아

#### 동아시아
- 중화인민공화국
  - 상하이 - 상하이 푸둥 국제공항
- 일본
  - 도쿄 - 나리타 국제공항
- 홍콩
  - 홍콩 - 홍콩 첵랍콕 국제공항[6]
  - 홍콩 - 홍콩 카이탁 국제공항

### 아프리카

#### 서아프리카
- 나이지리아
  - 포트하커트 - 포트하커트 국제공항[7]

#### 동아프리카
- 모리셔스
  - 포트루이스 - 시우 사구르 람룰람경 국제공항
- 케냐
  - 나이로비 - 조모 케냐타 국제공항

### 유럽

#### 서유럽
- 영국
  - 런던
    - 런던 개트윅 국제공항[8]
    - 런던 루턴 공항

  - 글래스고 - 글래스고 공항 계절편
  - 벨파스트 - 벨파스트 공항 계절편[9]
  - 애버딘 - 애버딘 공항

#### 남유럽
- 그리스
  - 아테네 - 아테네 국제공항

### 아메리카

#### 북아메리카
- 미국
  - 뉴어크 - 뉴어크 리버티 국제공항
  - 디트로이트 - 디트로이트 메트로폴리탄 웨인 카운티 국제공항
  - 볼티모어 - 볼티모어 워싱턴 국제공항
  - 오스틴 - 오스틴 버그스트롬 국제공항
  - 시카고 - 시카고 오헤어 국제공항 계절편
- 캐나다
  - 밴쿠버 - 밴쿠버 국제공항

#### 카리브해
- 바하마
  - 나소 - 린든 핀들링 국제공항
- 자메이카
  - 킹스턴 - 노먼 맨리 국제공항

### 오세아니아
- 오스트레일리아
  - 시드니 - 시드니 킹스포드 스미스 국제공항[10]

## 추후 취항 계획 노선
버진 애틀랜틱 항공은 대규모 노선 확장 계획을 기획 중에 있으며 아시아와 오세아니아를 포함한 전 대륙으로의 진출 계획을 가지고 있다.

### 아시아

#### 동아시아
- 중화인민공화국
  - 베이징 - 베이징 다싱 국제공항
  - 시안 - 시안 셴양 국제공항
  - 쿤밍 - 쿤밍 창수이 국제공항
- 일본
  - 도쿄 - 하네다 국제공항
  - 오사카 - 간사이 국제공항

#### 동남아시아
- 싱가포르
  - 싱가포르 - 싱가포르 창이 국제공항
- 인도네시아
  - 자카르타 - 수카르노 하타 국제공항

#### 남아시아
- 인도
  - 벵갈로르 - 켐파고우다 국제공항
  - 콜카타 - 네타지 수바스 찬드라 보스 국제공항

#### 서남아시아
- 레바논
  - 베이루트 - 베이루트 국제공항
- 아랍에미리트
  - 아부다비 - 아부다비 국제공항
- 파키스탄
  - 카라치 - 진나 국제공항

### 아프리카

#### 동아프리카
- 가나
  - 아크라 - 코토카 국제공항

#### 남아프리카
- 남아프리카 공화국
  - 케이프타운 - 케이프타운 국제공항

#### 동아프리카
- 에티오피아
  - 아디스아바바 - 볼레 국제공항
- 케냐
  - 나이로비 - 조모 케냐타 국제공항

### 유럽

#### 동유럽
- 러시아
  - 모스크바 - 셰레메티예보 국제공항

### 아메리카

#### 북아메리카
- 미국
  - 덴버 - 덴버 국제공항
  - 롤리/더럼 - 롤림 더럼 국제공항
  - 샌디에이고 - 샌디에이고 국제공항
  - 시카고 - 시카고 오헤어 국제공항
  - 오스틴 - 오스틴 버그스트롬 국제공항
  - 올랜도 - 올랜도 국제공항
- 캐나다
  - 밴쿠버 - 밴쿠버 국제공항
  - 캘거리 - 캘거리 국제공항
  - 토론토 - 토론토 피어슨 국제공항
- 멕시코
  - 멕시코시티 - 멕시코시티 국제공항
- 파나마
  - 파나마시티 - 토쿠멘 국제공항

#### 남아메리카
- 브라질
  - 포르탈레자 - 포르탈레자 국제공항
- 아르헨티나
  - 부에노스 아이레스 - 미니스토로 피스타리니 국제공항
- 칠레
  - 산티아고 - 코모도로 아르투로 메리노 베니테스 국제공항
- 콜롬비아
  - 보고타 - 엘도라도 국제공항
- 페루
  - 리마 - 호르헤 차베스 국제공항